# Pinkの遺伝子
『Pinkの遺伝子』（ピンクのいでんし）は、講談社発行の少女漫画雑誌『別冊フレンド』に連載されていた漫画。全7巻。原作は柚月純。

## 作品概要
- 「女子高生の恋愛」をテーマにした短編漫画集で、内容はコミカルかつセクシー路線。
- 2005年10月から12月にかけてテレビ東京系でテレビドラマとして放送。「タイチ&ナツ」シリーズを中心にしたオムニバス構成である。

## タイチ&ナツの登場人物
- 小林タイチ
- 斉藤ナツ
- 竹生島光
- 花村恵
- 宝條薫子
- 桐ノ院司

## テレビドラマ版

### キャスト
第1、2、5、6、9、10、13話 
- 小林タイチ - 中土居宏宜 （Lead）
- 斉藤ナツ - 近野成美
- 竹生島光 - 坂本真
- 花村恵 - ぜんじろう
- 宝條薫子 - 澄谷薫
- 桐ノ院司 - 木村剛
- ナツの友人- 黒木マリナ

 第3話 
- 柴田リセ - 福愛美
- 生嶋尚之 - 水嶋ヒロ

 第4話 
- 佐伯綾瀬 - 夏川純
- 藤樹雅哉 - 唐橋充

 第7話 
- 新堂夢香 - 酒井瑛里
- 黒沢トヲル - 松田祥一

 第8話 
- 松田ナオ - 百瀬実咲
- 木下モリヲ - 河合龍之介

 第11話 
- 水江マドカ - 柏木貴代
- 有紀大介 - 落合扶樹

 第12話 
- 菅野チヅル - 石井めぐる[1]
- 中条マキ - 城田優
- 中条センリ - Takuya

### スタッフ
- 原作：柚月純
- 監督：草野陽花、東條政利
- 脚本：長津晴子
- 音楽：中西龍夫
- 企画：花村佳代子
- プロデューサー：大橋孝史
- エグゼクティブプロデューサー：岩田昌之
- ラインプロデューサー：赤間俊秀
- 企画製作：フォーサイド・ドット・コム
- 制作：トルネードフィルム

### ネット局
| 放送対象地域 | 放送局                     | 放送期間                     | 放送曜日及び放送時間     | 放送日の遅れ   |
| ------------ | -------------------------- | ---------------------------- | ------------------------ | -------------- |
| 関東広域圏   | テレビ東京（TX）【制作局】 | 2005年10月3日 - 12月26日     | 月曜 25時00分 - 25時30分 | ---            |
| 北海道       | テレビ北海道（TVh）        | 2005年10月4日 - 12月27日     | 火曜 26時30分 - 27時00分 | 1日遅れ        |
| 愛知県       | テレビ愛知（TVA）          | 2005年10月4日 - 12月27日     | 火曜 26時28分 - 26時58分 | 1日遅れ        |
| 大阪府       | テレビ大阪（TVO）          | 2005年10月4日 - 12月27日     | 火曜 25時30分 - 26時00分 | 1日遅れ        |
| 福岡県       | TVQ九州放送（TVQ）         | 2005年10月8日 - 2006年1月7日 | 土曜 25時55分 - 26時25分 | 5日遅れ        |
| 千葉県       | チバテレ（ctc）            | 2008年1月22日 - 4月16日      | 火曜 19時00分 - 19時30分 | 約2年3か月遅れ |
| 埼玉県       | テレ玉（TVS）              | 2008年2月1日 - 4月26日       | 金曜 24時30分 - 25時00分 | 約2年4か月遅れ |